# Marihuana (album)
Marihuana – koncertowy album zespołu Róże Europy wydany w 1993 roku.

## Lista utworów
1. "Anarchia jest..." – 4:38
2. "Kontestatorzy" – 5:39
3. "Jak czarny anioł" – 3:46
4. "Czy pojedziesz ze mną" – 3:44
5. "Homoseksualni" – 5:00
6. "Nie lubię słuchać" – 3:52
7. "Wesołych Świąt" – 4:52
8. "Ławka oczekujących do strzelnicy" – 3:16
9. "Jego uszy są diabelskie" – 4:07
10. "Stańcie przed lustrami" – 7:54
11. "Marihuana" – 5:18
12. "Krew Marilyn Monroe" – 4:02
13. "Rockendrolowcy" – 4:22
14. "Radio" – 6:00
15. "Mamy dla was kamienie" – 4:04
16. "Jedwab" – 8:02

## Twórcy
- Piotr Klatt – śpiew
- Jacek Klatt – gitara basowa, śpiew
- Sławomir Wysocki – gitara, chórki
- Robert Kubajek – perkusja

### Występ gościnny
- Andrzej "Kobra" Kraiński – gitara, śpiew